# Соната для фортепиано № 17 (Бетховен)
Соната для фортепиано № 17 ре минор, op. 31 № 2, была написана Бетховеном в 1802 году, вместе с сонатами № 16 и № 18. Неофициальные названия: «Буря», «Соната с речитативом», «Шекспировская соната».

## История создания
Соната № 17 — психологический портрет композитора. В отличие от других сонат, Соната №17 не имеет посвящения. 1802 год — период трагических размышлений, чувств, мыслей о самоубийстве в связи с глухотой, крушений надежд на личное счастье — Бетховен был страстно влюблён в графиню Джульетту Гвиччарди, которой посвятил сонату № 14. Именно в 1802 году композитор пишет знаменитое «Гейлигенштадтское завещание».

## Анализ произведения
Соната № 17 продолжает линию сонат-фантазий: лирико-психологический, страстный тон высказывания, психологические контрасты высокого уровня напряжения, приёмы импровизационной, фантазийной музыки, но в отличие от сонаты № 14 в ней нет заголовка «Sonata quasi una Fantasia».
Содержание сонаты — лирика страстного, бурного, драматизированного звучания, возврат к патетике, но с психологическим осмыслением.
В цикле три части, внешне классической структуры:
1. Largo — Allegro
2. Adagio
3. Allegretto

Каждая часть написана в сонатной форме различных вариантов, усложненной признаками других форм: фантазии (элементы, структура, приемы развития), вариационности (все темы во всех частях на основе общих элементов как варианты), сквозной формы (нет точных репризных повторений).

### Первая часть
Largo — Allegro. Тональность d-moll. Сонатная форма. Начальные такты первой части — см. на изображении вверху.

#### Экспозиция

##### Главная партия
Главная партия строится на двух контрастных элементах: арпеджиато и ариозно-речитативные нисходящие секундовые интонации-вздохи. Первое построение — d-moll, начинается с доминантовой функции. Второе построение главной партии — вариант начального, но в тональности F-dur, с расширением структуры и интонационным и ладово-тональным развитием.
Эти два построения имеют как бы вступительное значение — в ходе свободного импровизационного изложения происходит постепенная кристаллизация мысли. Четкое оформление она приобретает лишь в третьем построении, играющем связующую роль, но, несмотря на это, она не имеет ни одного устойчивого, в полном смысле слова, экспозиционного построения. Образ с самого начала раскрывается в процессе роста, развития.

##### Связующая партия
Общий характер с главной партией, более взволнованный образ, триольный ритм, перекличка двух ярких мотивов — баса и верхнего голоса (восходящее движение по звукам аккордов и ламентозные распевные фразы).

##### Побочная партия
Новый вариант развития лирических элементов главной партии. Тональность a-moll. Как и главная партия, начинается с доминантовой функции. Ариозно-монологический тип мелодики.

##### Заключительная партия
Содержит элементы всех предыдущих тем. Заканчивается на доминанте к основной тональности (звук ля).

#### Разработка
Разработка строится на первом мотиве главной партии и связующей партии. В конце разработки доминантовый предыкт.

#### Реприза
Все темы видоизменяются, особенно главная партия, к которой добавляются новые элементы: два выразительных лирико-психологических речитатива, изложенных одноголосно, словно речь от первого лица. Отсюда и название сонаты — «соната с речитативом». Побочная партия и другие уже изложены в основной тональности d-moll с отклонениями.

### Вторая часть
Adagio. B-dur, сонатная форма без разработки. Как и первая часть, начинается с арпеджиато. В основной теме используется прием диалога-переклички.

### Третья часть
Allegretto, d-moll. Сонатная форма на основе образного и музыкально-тематического единства. Очень мелодичная, виртуозная и местами трагичная. Это в духе Бетховена — борьба с судьбой, противостояние, эта музыка будто предзнаменование Сонаты № 23 «Апассионаты».